# تسمم بالساليسيلات
التسمم بالساليسيلات المعروف أيضًا باسم تسمم الأسبرين، هو التسممم الحاد أو المزمن بعقاقير الساليسيلات مثل الأسبرين. الأعراض الكلاسيكية طنين في الأذنين والغثيان وآلام البطن ومعدل التنفس السريع. في الجرعات الصغيرة قد تكون الاأعراض خفية في حين أن الجرعات الأكبر قد تؤدي إلى الحمى. يمكن أن تشمل المضاعفات تورم الدماغ أو الرئتين أو النوبات أو انخفاض نسبة السكر في الدم أو السكتة القلبية.
عادةً ما يكون التسمم بسبب الأسبرين، الأسباب المحتملة الأخرى تشمل زيت الغلطيرية الكندية والبزموت الوردي. يمكن أن تكون الجرعات الزائدة إما عن قصد (متعمد) أو عن طريق الخطأ. يمكن أن تكون كميات صغيرة من زيت الغلطيرية الكندية سامة. يعتمد التشخيص بشكل عام على اختبارات الدم المتكررة التي تقيس مستويات الأسبرين وغازات الدم. تم إنشاء نوع من الرسم البياني لمحاولة المساعدة في التشخيص، إلا أنه لا يوصى باستخدامه بشكل عام. في الجرعات الزائدة، قد لاتظهر في مستويات الدم لأكثر من 12 ساعة.
الجهود الرامية إلى منع التسمم تشمل تغليف الأسبرين بمادة مقاومة لعبث الأطفال وخفض عدد الحبوب في كل علبة. قد يشمل العلاج الفحم المنشط حقن بيكربونات الصوديوم مع جلوكوز وكلوريد البوتاسيوم وفي الحالات الشديدة غسيل الكلى. إعطاء الجلوكوز قد يكون مفيد حتى لو كانت نسبة السكر في الدم طبيعية. غسيل الكلى هو الموصى به عند الفشل الكلوي الحاد، وانخفاض مستوى الوعي، وانخفاض حموضية الدم إلى أقل من 7.2 أو ارتفاع مستويات الساليسيلات في الدم. فرط التنفس قد يتطلب التنبيب.
تم وصف التأثيرات السامة للساليسيلات منذ عام 1877. في عام 2004 تم الإبلاغ عن أكثر من 20,000 حالة تسمم منها 43 حالة أدت إلى الوفاة في الولايات المتحدة. يموت حوالي 1% من المصابين بجرعة زائدة حادة بينما قد يكون للجرعات الزائدة المزمنة نتائج أسوأ. كبار السن هم أكثر عرضة للتسمم في أي جرعة معينة.

## العلامات والأعراض

أهم أعراض الجرعة الزائدة من الأسبرين.

الجرعات الزائدة من الأسبرين لها عواقب وخيمة محتملة، مما يؤدي في بعض الأحيان إلى أمراض كبيرة ووفاة. غالبًا ما يعاني مرضى التسمم الخفيف من غثيان وقيء وآلام في البطن وخمول وطنين في الأذنين ودوار. تحدث علامات وأعراض أكثر أهمية في حالات التسمم الأكثر شدة وتشمل ارتفاع درجة حرارة الجسم، تسرع التنفس، قلاء تنفسي، الحماض الأيضي، انخفاض البوتاسيوم في الدم، انخفاض نسبة السكر في الدم، الهلوسة، الارتباك، النوبات، الوذمة الدماغية والغيبوبة. السبب الأكثر شيوعاً للوفاة بعد جرعة زائدة من الأسبرين هو السكتة القلبية الرئوية والتي تحدث عادةً بسبب الوذمة الرئوية.

### حدّة التسمم وخطورته
تعتمد شدة السمّية على كمية الأسبرين التي تم تناولها لكل كيلوغرام من وزن جسم المريض.
| خطورة   | خفيف (150 ملغ / كلغ)   | متوسطة (150 - 300) ملغ / كلغ)                                           | شديد (300–500 ملغ / كلغ)                          |
| ------- | ---------------------- | ----------------------------------------------------------------------- | ------------------------------------------------- |
| تسمم    | لا سمية متوقعة         | السمّية المتوقعة خفيفة إلى معتدلة                                        | سمية تهدد الحياة                                  |
| الأعراض | الغثيان والقيء والدوار | غثيان، قيء، طنين في الأذنين، صداع، ارتباك، فرط التنفس، تسرع القلب وحمى. | الهذيان، الهلوسة، النوبات، الغيبوبة وتوقف التنفس. |

## الفيزيولوجيا المرضية
سمية الساليسيلات تعمل من خلال فصل الفسفرة المؤكسدة. مثبطاً دورة كربس، مما يعني أن الجسم غير قادر على إنتاج الطاقة (ِATP)، مما يؤدي إلى استقلاب لا هوائي وبالتالي تراكم أجسام اللاكتات والكيتون.
يمكن أن تسبب الجرعة الزائدة من الأسبرين أو الساليسيلات أو التسمم الحاد مبدئياً قلاء تنفسي يتبعه حماض الأيضي. يمكن تقسيم اضطراب الأحماض والسوائل والشوارد التي لوحظت في سمية الساليسيلات إلى ثلاث مراحل:
- المرحلة الأولى: تتميز بفرط التنفس الناتج عن التحفيز المباشر لمركز الجهاز التنفسي في الدماغ، مما يؤدي إلى قلاء تنفسي وقلوية بولية تعويضية؛ حيث يتم فرز البوتاسيوم وبيكربونات الصوديوم في البول. هذه المرحلة قد تستمر ما يصل إلى 12 ساعة.[9]
- المرحلة الثانية: تتميز بحموضة بولية في وجود قلاء تنفسي مستمر يحدث عند انتهاء مخزون البوتاسيوم وانخفاض افرازه من الكليتين. قد تبدأ هذه المرحلة في غضون ساعات وقد تستمر من 12 إلى 24 ساعة.[9]
- المرحلة الثالثة: تتميز بالجفاف، نقص بوتاسيوم الدم، وحماض الأيضي متسارع. قد تبدأ هذه المرحلة من 4 إلى 6 ساعات بعد تناولها في طفل صغير[10] أو 24 ساعة أو أكثر بعد تناوله في عمر المراهقة أو البالغين.[9]

## التشخيص
تعتبر الجرعة السامة الحادة للأسبرين ابتداءاً من 150 ملغ لكل كيلوغرام من كتلة الجسم. بينما تحدث السمية المعتدلة بجرعات تصل إلى 300 ملغ/كغ، وتصل السمية الشديدة بين 300 و500 ملغ/كغ، والجرعة المميتة المحتملة تكون أكبر من 500  ملغ/ كغ. السمية المزمنة قد تحدث بعد جرعات 100 ملغ/كغ يومياً ولمدة يومين أو أكثر.
تتم مراقبة المؤشرات البيوكيميائية مثل الشوارد، وظيفة الكبد والكلى، تحليل البول، وتعداد الدم الكامل بالإضافة إلى الفحص المتكرر لمستويات الساليسيلات وسكر الدم. عادة ما يجد الطبيب نتائج غازات الدم الشرياني إيجابية لقلاء الجهاز التنفسي في وقت مبكر من تناول الجرعة الزائدة بسبب التحفيز المفرط لمركز الجهاز التنفسي، وقد تكون هي النتيجة الوحيدة في الجرعة الزائدة بشكل ٍ متوسط إلى خفيف. تحدث ثغرة أنيونية في الحماض الأيضي في وقت لاحق أثناء الجرعة الزائدة وخاصةً إذا ما كانت الجرعة الزائدة معتدلة إلى حادة، وذلك يرجع إلى الزيادة في البروتونات (المحتويات الحمضية) في الدم.
يشتمل تشخيص التسمم عادةً قياس ساليسيلات البلازما في الدم، المستقلب النشط للأسبرين، وذلك بواسطة طرق طيفية آلية. تتراوح مستويات ساليسيلات البلازما عمومًا بين 30 و 100 ملغم/ لتر (3-10 ملغم/دل) في الجرعات العلاجية المعتادة، بينما تصل إلى 50-300 ملغم/لتر في المرضى الذين يتناولون جرعات عالية و700-1400 ملغم/لتر في الجرعة الزائدة الحادة. قد يخضع المرضى لاختبارات متكررة حتى يمكن تقدير مستوى الذروة للساليسيلات في بلازما الدم. على النحو الأمثل، ينبغي تقييم مستويات البلازما بعد أربع ساعات من الابتلاع الزائد، ثم كل ساعتين بعد ذلك للسماح بحساب المستوى الأقصى، والذي يمكن استخدامه كدليل لدرجة السمية المتوقعة. يمكن أيضًا علاج المرضى وفقًا لأعراضهم الفردية.

## الوقاية

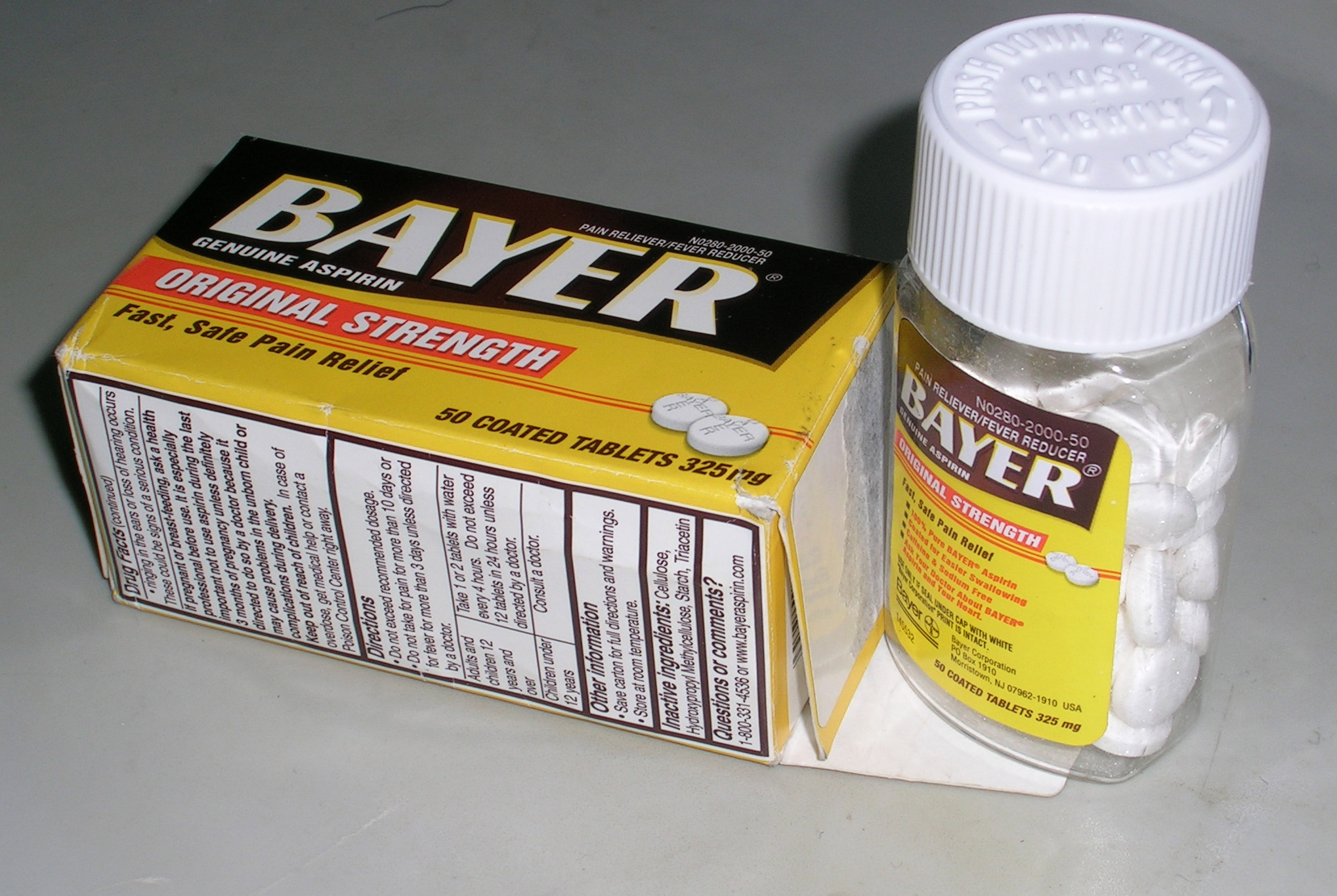
قنينة من الأسبرين مع غطاء مقاوم للفتح من أجل الأطفال

تشمل الجهود المبذولة لمنع التسمم عبوات مقاومة لعبث الأطفال وتقليل عدد الأقراص في كل عبوة.

## العلاج
تتضمن المعالجة الأولية للجرعة الزائدة الحادة تصحيح الأعراض تليها إزالة التلوث في المعدة عن طريق إعطاء الكربون النشط، والذي يمتص الأسبرين من الجهاز الهضمي. لم يعد ضخ المعدة يُستَخدم بشكل روتيني في علاج حالات التسمم، ولكن يتم النظر إليه في بعض الأحيان إذا كان المريض قد تناول كمية مميتة محتملة قبل أقل من ساعة من الإسعاف. لا يُنصح بتحفيز التقيؤ عبر شراب عرق الذهب. تم اقتراح إعطاء جرعات متكررة من الفحم لتكون مفيدة في حالات جرعة زائدة من الأسبرين، على الرغم من أن إحدى الدراسات وجدت أنها قد لا تكون ذات قيمة كبيرة. بغض النظر، سيقوم معظم علماء السموم الإكلينيكيين بإعطاء فحم إضافي في حالة زيادة مستويات الساليسيلات في مصل الدم.

### السوائل الوريدية
يُنصَح بالسوائل الوريدية التي تحتوي على سكر العنب مثل سكر العنب 5% في الماء (D5W) للحفاظ على إخراج البول بين 2 و3   مل/كغ/ساعة.
يتم إعطاء بيكربونات الصوديوم في الجرعات الزائدة الكبيرة من الأسبرين (مستوى الساليسيلات أكبر من 35 ملغ/دل بعد 6 ساعات من الابتلاع) بغض النظر عن درجة الحموضة في المصل، لأنه يعزز التخلص من الأسبرين في البول. يعطى حتى تَصِل درجة حموضة البول بين 7.5 و 8.

### الغسيل الكلوي
يمكن استخدام غسيل الكلى لتعزيز إزالة الساليسيلات من الدم. عادة ما يستخدم غسيل الكلى في أولئك الذين يعانون من التسمم الشديد. حيث يشمل الأشخاص الذين لديهم مستويات عالية من ساليسيلات الدم: 7.25 مليمول/ لتر (أي 100 ملغ/ دل) في الابتلاع الحاد أو 40 ملغ/ديسيلتر في الابتلاع المزمن، في حالات السمية العصبية الواضحة (الإثارة، الغيبوبة، التشنجات)، الفشل الكلوي، الوذمة الرئوية، أو عدم استقرار القلب والأوعية الدموية. يتميز غسيل الكلى أيضًا باستعادة اضطرابات الشوارد واضطرابات الحموضية والقاعدية أثناء إزالة الساليسيلات.
دواعي غسيل الكلى:
1. مستوى الساليسيلات المرتفع من 100 مغ/ديسيلتر (حاد)، بينما أكثر من 59 مغ/ديسيلتر (مزمن)
2. الخلل شديد في مستويات الحموضية - القاعدية
3. سمية قلبية حادة
4. علامات وأعراض عصبية
5. ارتفاع مستوى الساليسيلات في المصل على الرغم من إعطاء فحم الألكالينات/ الفحم المنشط بجرعات عديدة.
6. عدم القدرة على تحمل السوائل مع زيادة في حجم السوائل.

## الانتشار
خلال الجزء الأخير من القرن العشرين، انخفضت عدد حالات التسمم الناتجة عن الساليسيلات، ويرجع ذلك أساسًا إلى زيادة شعبية المسكنات الأخرى التي لا تحتاج إلى وصفة طبية مثل الباراسيتامول (الأسيتامينوفين). تم الإبلاغ عن اثنين وخمسين حالة وفاة بسبب الأسبرين في الولايات المتحدة في عام 2000. وفي جميع هذه الحالات باستثناء ثلاث حالات، كان سبب ابتلاع الجرعات المميتة متعمدًا - معظمه بدافع انتحاري.

## التاريخ
تم الاستشهاد بتسمم الأسبرين كسبب محتمل لارتفاع معدل الوفيات خلال وباء الأنفلونزا الأسبانية عام 1918، والذي أودى بحياة 50 إلى 100 مليون شخص.